# 本尼朗 (澳大利亞國會選區)
本尼朗選區（英語：Division of Bennelong）是澳大利亞新南威爾斯州的下議院選區，位於悉尼市中心以西。面積60平方公里。
選區始於1949年。選區名紀念與首任新南威爾斯總督亚瑟·菲利普友善的澳洲原住民本尼朗。早期是自由黨的安全選區，但隨著選區重劃和對移民政策敏感的居民遷入，形勢起了變化：2007年大選中，工黨的瑪克辛·麥丘擊敗當時自由黨的總理約翰·霍華德當選，但她在2010年大選又丟失了議席給自由黨的約翰·亞歷山大，而現任議員是工黨的傑羅姆·拉克薩爾。

## 议员
| 议员 | 议员            | 政党   | 任期       |
| ---- | --------------- | ------ | ---------- |
|      | 约翰·克拉梅     | 自由党 | 1949－1974 |
|      | 约翰·霍华德     | 自由党 | 1974－2007 |
|      | 玛克辛·麦娇     | 工党   | 2007–2010  |
|      | 约翰·亚历山大   | 自由党 | 2010–2022  |
|      | 傑羅姆·拉克薩爾 | 工党   | 2022–現任  |